# Hordijiwka (obwód kirowohradzki)
Hordijiwka (ukr. Гордіївка) – wieś na Ukrainie, w obwodzie kirowohradzkim, w rejonie kompanijiwskim. W 2001 roku liczyła 59 mieszkańców.